# Stimuleringsfonds Creatieve Industrie
Het Stimuleringsfonds Creatieve Industrie is het Nederlands cultuurfonds voor architectuur, vormgeving, digitale cultuur en alle mogelijke crossovers. Het fonds voert verschillende subsidieregelingen uit die zijn gericht op het verdiepen en ontwikkelen van de ontwerpende disciplines. Onderdeel van dit streven is de interdisciplinaire wisselwerking tussen het culturele, maatschappelijk en economische domein.
Jaarlijks ondersteunt het fonds een groot aantal bijzondere vernieuwende projecten en activiteiten van ontwerpers, makers en culturele instellingen in de creatieve industrie, binnen Nederland en daarbuiten.
Het Stimuleringsfonds heeft jaarlijks zo’n 15 miljoen euro te besteden. Het grootste deel van dit budget komt van het ministerie van OCW, aangevuld met budget vanuit BZ voor internationalisering en IenM voor drie stimuleringsprogramma’s − Innovatief opdrachtgeverschap, Zorgomgeving en Onderwijsomgeving − binnen de Actieagenda Ruimtelijk Ontwerp.
Het Stimuleringsfonds Creatieve Industrie is per 1 september 2012 werkzaam als opvolger van het Stimuleringsfonds voor Architectuur. Dit fonds werd in 1993 opgericht als onderdeel van het Nederlandse architectuurbeleid.
Het fonds is gevestigd in het Groothandelsgebouw in Rotterdam.